# Thomas Kraml

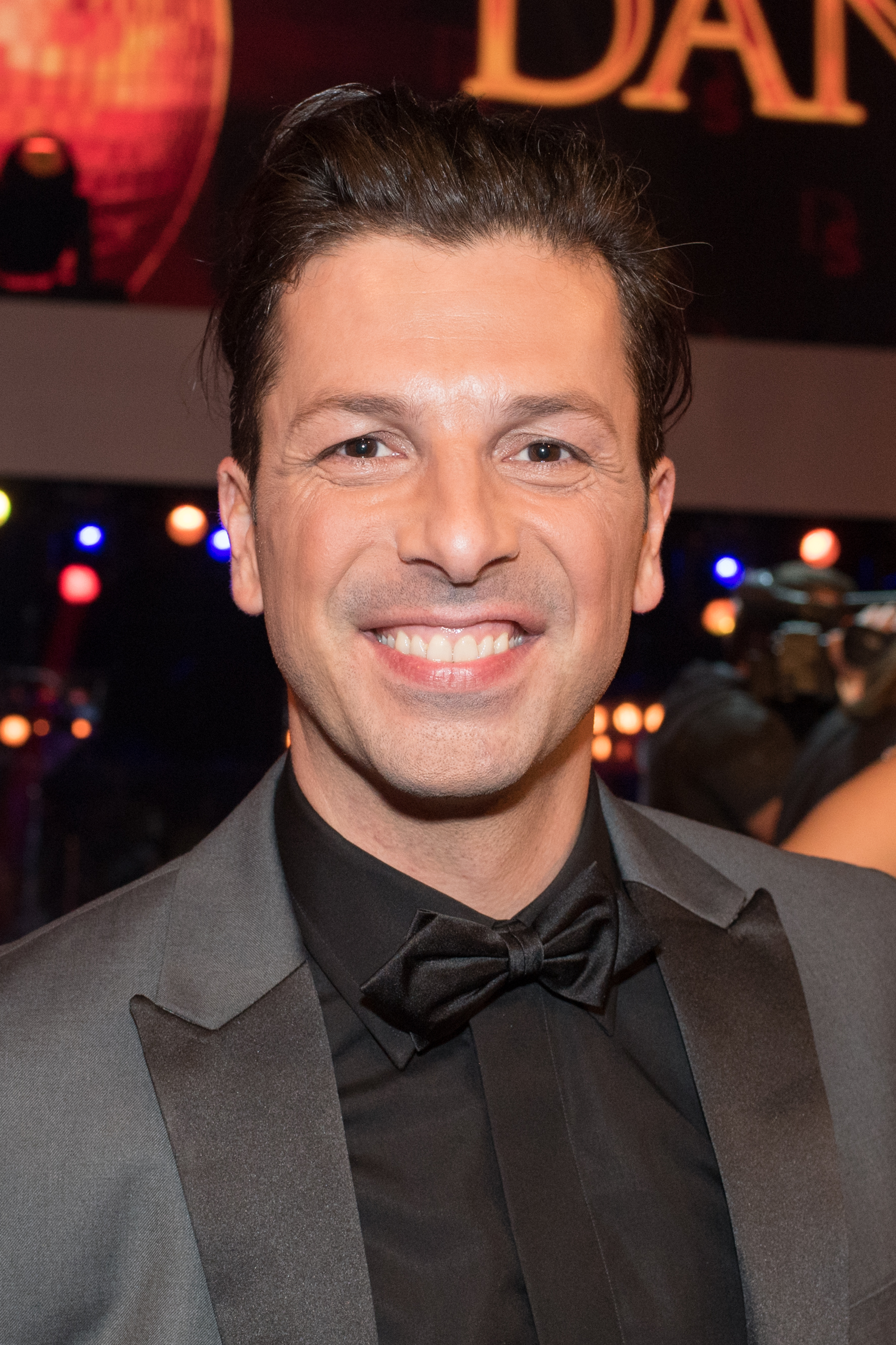
Kraml 2020

Thomas Kraml (* 27. September 1981 in Wien) ist ein österreichischer Unternehmer, Tänzer und Choreograph. Der Öffentlichkeit bekannt wurde er durch seine jahrelange Teilnahme an dem ORF-Sendeformat Dancing Stars.

## Leben und Wirken
Nach abgelegter Matura begann Thomas Kraml sein Studium an der Wirtschaftsuniversität Wien, welches er als Magister abschloss. Neben seiner betriebswirtschaftlichen Ausbildung besuchte Kraml ab 2007 die Wiener Tanzlehrakademie und schloss auch diese 2010 als staatlicher diplomierter Tanzmeister ab. 2010 gründete er die „Thomas Kraml GmbH“. Das zunächst als kleine Tanzschule geführte Unternehmen gehört nach eigenen Angaben (Stand 2025) mit mehreren Standorten und über 3000 Tanzschülern pro Woche zu den größten Tanzunternehmen Österreichs. 2018 eröffnete Kraml in einem ehemaligen Supermarkt eine Eventlocation namens Ballsaal. Diese gewann 2023 den Bezirks "Business Award" des Wiener Bezirksblatts in dessen Rahmen Thomas Kraml als Unternehmer des Jahres des Wiener Gemeindebezirks Landstraße geehrt wurde. Weiters wurde der Ballsaal 2024 mit der „Goldenen Jetti“ der Wirtschaftskammer Österreich und des Kurier in der Kategorie "Kultur und Erlebnis" ausgezeichnet. Im Ballsaal finden bei regelmäßiger Live-Musik Tanzveranstaltungen unterschiedlichster Art statt. Es werden 150 Tanzevents pro Jahr und Großveranstaltungen wie der "Sommernachtsball" und der "Wiener nacht des Tanzes" veranstaltet.
Neben seinen unternehmerischen Tätigkeiten unterrichtet Kraml seit 2016 Allgemeine Betriebswirtschaft am Wirtschaftsförderungsinstitut Wien (WIFI). Seit dem 6. April 2024 hält Thomas Kraml sowie die Tanzschule Kraml den "Wiener Walzer Weltrekord". Unter der Schirmherrschaft sowie choreographischen Leitung von Thomas Kraml tanzten im Rahmen des Johann Strauss Jahres 2025 in Zusammenarbeit mit dem Vienna City Marathon über 2025 Paare zu den Klängen des "Donauwalzers" auf der Wiener Reichsbrücke.
Kraml heiratete am 7. Juli 2012 Bianca Kanotscher aus Braunau in der Wiener Schottenkirche.

## Tanzsport
Kraml ist österreichischer Staatsmeister in Formationstanz sowie Österreichischer Profimeister in den lateinamerikanischen Tänzen. Des Weiteren war er zusammen mit seiner Tanzpartnerin, Lenka Pohoralek, mehrere Jahre lang Österreichs Vertreter auf WDC Welt- und Europameisterschaften. Zu den größten Erfolgen zählen das Erreichen des Viertelfinales der WDC (World Dance Council) Europameisterschaft in Moskau sowie das Erreichen des Semifinales des WDC Grandslams in Rimini 2010. Seit 2012 ist Kraml als sogenanntes „Fully Qualified Couple“ internationaler Wertungsrichter und somit berechtigt zum Werten von Welt- und Europameisterschaften.

## Dancing Stars
Seit 2012 ist Kraml ein fixer Bestandteil des ORF Sendeformats Dancing Stars und partizipierte in über 50 Live-Sendungen. Mit über 70 Tänzen war Kraml öfter am Parkett zu sehen als jeder andere der bisher 35 Profitänzer der Tanzsendung.
| Jahr | Tanzpartnerin    | Sendungsverlauf      |                   |
| ---- | ---------------- | -------------------- | ----------------- |
| 2012 | Eva Maria Marold | 8. von 10 Sendungen  | Viertelfinale     |
| 2013 | Angelika Ahrens  | 11. von 12 Sendungen | Semifinale        |
| 2014 | Andrea Buday     | 3. von 10 Sendungen  | -                 |
| 2016 | Sabine Petzl     | 9. von 10 Sendungen  | Semifinale        |
| 2017 | Ana Milva Gomez  | 10. von 10 Sendungen | Finale (2. Platz) |
| 2019 | Elisabeth Görgl  | 8. von 8 Sendungen   | Finale (Sieger)   |

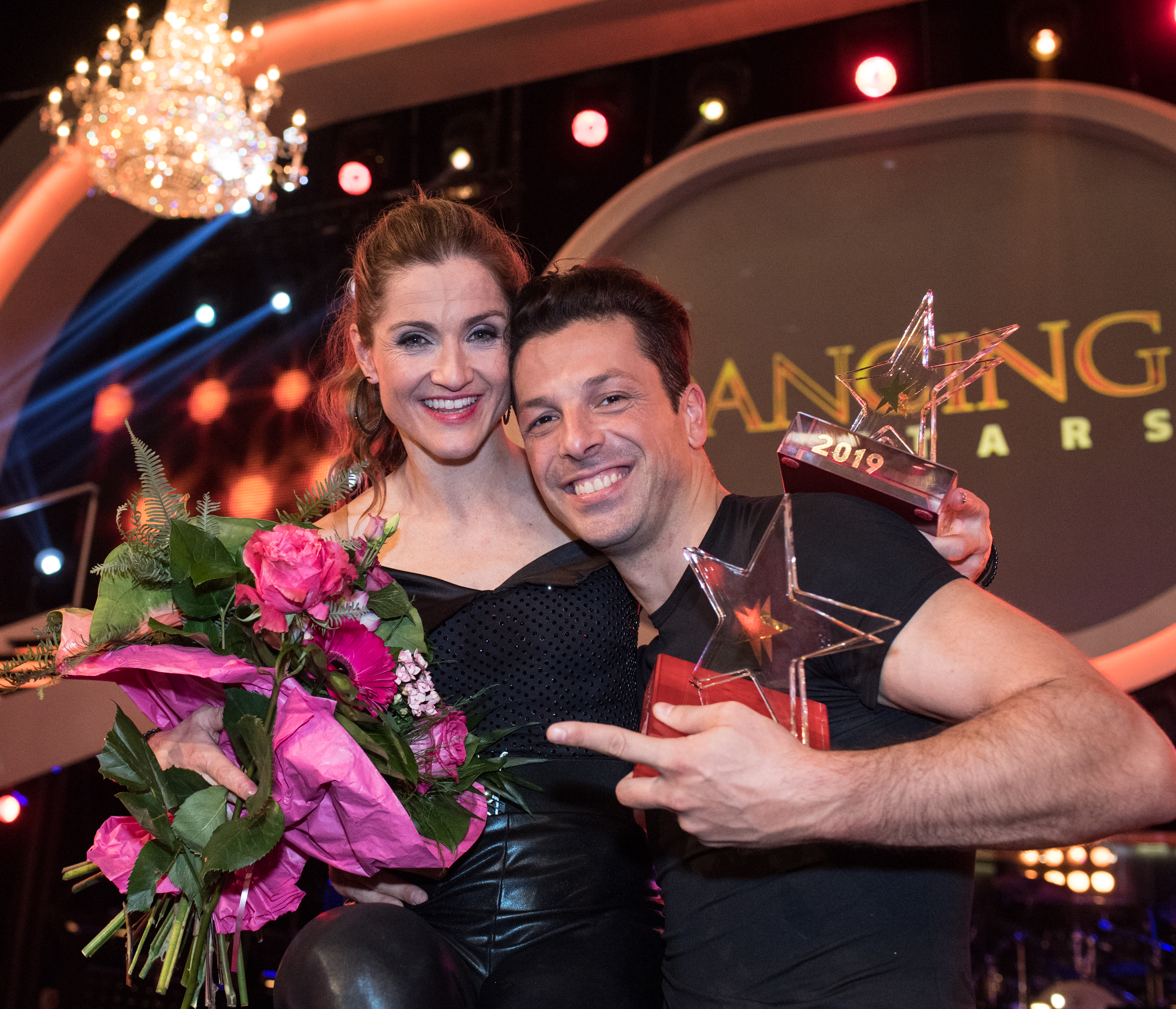
Dancingstars Sieger 2019, Elisabeth Görgl und Thomas Kraml

In der 11. Staffel erhielten Ana Milva Gomez und Thomas Kraml als bisher einziges Paar zwei Mal die Höchstpunktezahl 40 innerhalb einer Sendung.
2019 gewann er die Show mit Elisabeth Görgl.
In der 13. Staffel 2020 war Kraml als Chefchoreograph für die Show tätig.

## Choreographie (Auswahl)
Kraml choreographische Tätigkeiten erstrecken sich auf Österreichs größte Ballveranstaltungen, Film- und Fernsehen sowie unterschiedlichste Bühnenproduktionen:
- Bühne: Wiener Stadtfest Heldenplatz 2015, Wr. Rathausplatz
- Ball: Sommernachtsball Wien 2015[24], Wr. Kursalon
- Bühne: Lifeball 2017, 2019, Wr. Rathausplatz
- Ball: Ball der Industrie und Technik 2016, Musikverein
- Ball: Wissenschaftsball 2018, Wr. Rathaus
- Ball: Rudolfiner Redoute 2019, Wr. Hofburg
- Ball: Viennaball Capetown 2019, Südafrika
- Ball: Viennaball Bogota 2019, Kolumbien
- Ball: Viennaball Medellin 2019, Kolumbien
- Fernsehen: Dancingstars 2020 (Chefchoreographie), ORF
- Ball: Wiener Nacht des Tanzes 2023, Wien[25]
- Weltrekord: Wiener Walzer Weltrekord 2025, Wien[26][27]

## Film und Fernsehen
Kraml ist seit seinem erstmaligen Engagement (2012) als Profitänzer im ORF Sendeformat Dancingstars einem breiten Fernsehpublikum bekannt. 2014 erlangte er seine erste Schauspielrolle in der österreichischen Filmproduktion "Rise Up and Dance". Der Film "Ballavita", in dem Kraml seine erste Hauptrolle spielte, wurde unter anderem bei den 75. Internationalen Filmfestspielen von Venedig in der Kategorie "Bester VR Film" nominiert. In "Best Christmas Ball" ist Kraml in seiner ersten englischsprachigen Rolle zu sehen.
- Rise Up and Dance Premiere 2014, Bianca und Thomas KramlDancingstars (2012 – 2020), ORF

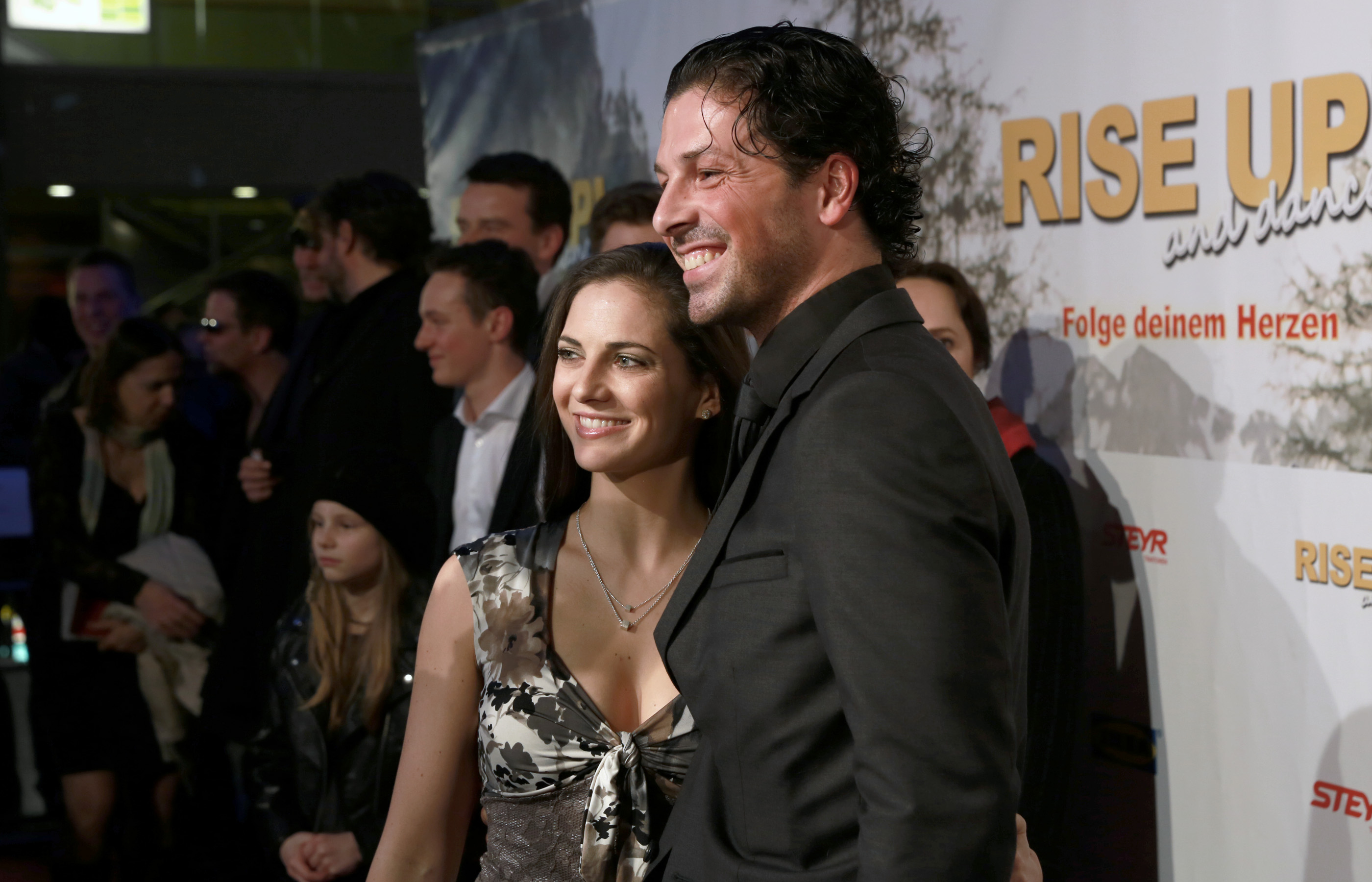
Rise Up and Dance Premiere 2014, Bianca und Thomas Kraml

- €co, das Wirtschaftsmagazin (2013), ORF
- Dancing Stars: Das Geheimnis eines Welterfolgs (2014), ORF
- "Rise Up and Dance" (2014), Bonusfilm GmbH
- "Ballavita" 2018, Amilux Film
- Royal Air Marokko 2019, entelechy works gmbh
- 2019: Weihnachten in Wien (Fernsehfilm, Best Christmas Ball Ever!)
- 2024: Lasser ermittelt